# Deutsch-Sowjetische Freundschaft (Schiff)
Die Deutsch-Sowjetische Freundschaft war ein Fahrgastschiff der Weißen Flotte mit Heimathafen Stralsund. Seit den 1990er Jahren bis 2015 diente sie unter dem Namen Freundschaft als Stützpunkt der „Treffpunkt Segelschule Norderney“.

## Geschichte
Das Schiff lief im Frühjahr 1895 als Dampfschiff mit dem Namen Sedan auf den Stettiner Oderwerken vom Stapel. Im August wurde sie von Dittmann & Köhnke in Stettin in Dienst gestellt. Ab 1898 gehörte die Sedan der Schwedt-Stettiner Dampfschiffs-Gesellschaft G.m.b.H. aus Greifenhagen. Beide Reedereien setzten das Schiff auf der Oder ein. Dort fuhr sie auch ab 1921 zwischen Stettin, Greifenhagen und Schwedt/Oder als Direktor Ehmke für die Greifenhagener Dampfschiffsreederei. Reine Ausflugsfahrten bis Swinemünde wurde gelegentlich in der Sommersaison durchgeführt. Während des Zweiten Weltkriegs wurde mit dem Schiff vor allem Fracht befördert.
Ab 1948 wurde die Direktor Ehmke von der Stralsunder Dampfschiffahrts-Gesellschaft als Verkehrs- und Schleppdampfer beschäftigt. Von 1951 an fuhr sie für die Deutsche Schiffahrts- und Umschlagsbetriebs-Zentrale (DSU) im Passagierdienst von Greifswald, Baabe und Wolgast. 1952 setzte die DSU das in Sowjetfreundschaft umbenannte Schiff zusammen mit der gecharterten Insel Hiddensee im Ostseeverkehr unter anderem von Wolgast nach Greifswald, Stralsund und Hiddensee sowie zwischen Baabe und Hiddensee ein. Die Umbenennung in Deutsch-Sowjetische Freundschaft erfolgte 1954. Auf der Schiffsreparaturwerft Havelberg wurde sie 1955 zum Motorschiff umgebaut. Am 1. Januar 1957 wurde sie von der neugegründeten Weißen Flotte in Stralsund übernommen und bis zur Außerdienststellung 1990 im Liniendienst zwischen Stralsund und Hiddensee eingesetzt.
1991 erwarb die „Treffpunkt Segelschule Norderney“ das Schiff und ließ es bis 1992 in Emden und auf der Diedrichs Werft in Oldersum überholen und umbauen. Die Segelschule nutzt das in MS Freundschaft umbenannte Schiff als Stützpunkt sowie Unterkunfts- und Schulungsschiff. Im Winter liegt das Schiff in Emden, in der übrigen Zeit im Hafen von Norderney.
2015 wurde das Schiff an die DA Schiffsverwertung in Papenburg zum Abbruch verkauft.

## Technik
Die Sedan war mit zwei Verbunddampfmaschinen von je 130 PS Leistung ausgestattet, die auf zwei Festpropeller wirkten und mit denen sie eine Geschwindigkeit von 9 kn erreichte. Beim Umbau 1955 wurden zwei Dieselmotoren zu je 150 PS installiert. Mit den beim Umbau 1991/92 eingebauten Schiffsdieselmotoren vom Typ SKL 6 NVD 26 A2 mit zweimal 300 PS erreicht das Schiff 12 kn.
Für den Passagierdienst war das Schiff zuletzt für 409 Passagiere zugelassen.